# Lijst van voetbalinterlands Noord-Korea - Syrië
Deze lijst van voetbalinterlands is een overzicht van alle officiële voetbalwedstrijden tussen de nationale teams van Noord-Korea en Syrië. De landen hebben tot op heden acht keer tegen elkaar gespeeld. De eerste ontmoeting, een kwalificatiewedstrijd voor het Wereldkampioenschap voetbal 1974, werd gespeeld in Teheran (Iran)  op 6 mei 1973. De laatste confrontatie, een kwalificatiewedstrijd voor het Wereldkampioenschap voetbal 2026, vond plaats op 6 juni 2024 in Vientiane (Laos).

## Wedstrijden
| № | Plaats    | Datum             | Competitie                 | Wedstrijd           | Uitslag |
| - | --------- | ----------------- | -------------------------- | ------------------- | ------- |
| 1 | Teheran   | 6 mei 1973        | WK 1974 kwalificatie       | Noord-Korea − Syrië | 1 − 1   |
| 2 | Teheran   | 13 mei 1973       | WK 1974 kwalificatie       | Noord-Korea − Syrië | 3 − 0   |
| 3 | Koeweit   | 18 september 1980 | Azië Cup 1980              | Noord-Korea − Syrië | 2 − 1   |
| 4 | New Delhi | 19 november 1982  | Aziatische Spelen 1982     | Noord-Korea − Syrië | 1 − 1   |
| 5 | Kathmandu | 26 mei 1988       | Azië Cup 1988 kwalificatie | Noord-Korea − Syrië | 1 − 2   |
| 6 | Ahmedabad | 8 juli 2019       | Vriendschappelijk          | Syrië − Noord-Korea | 5 − 2   |
| 7 | Djedda    | 16 november 2023  | WK 2026 kwalificatie       | Syrië − Noord-Korea | 1 − 0   |
| 8 | Vientiane | 6 juni 2024       | WK 2026 kwalificatie       | Noord-Korea − Syrië | 1 − 0   |

## Samenvatting
| Competitie            | Totaal gespeeld | Winst Noord-Korea | Gelijk | Winst Syrië | Doelsaldo Noord-Korea – Syrië |
| --------------------- | --------------- | ----------------- | ------ | ----------- | ----------------------------- |
| WK-kwalificatie       | 4               | 2                 | 1      | 1           | 5 − 2                         |
| Azië Cup              | 1               | 1                 | 0      | 0           | 2 − 1                         |
| Azië Cup-kwalificatie | 1               | 0                 | 0      | 1           | 1 − 2                         |
| Aziatische Spelen     | 1               | 0                 | 1      | 0           | 1 − 1                         |
| Vriendschappelijk     | 1               | 0                 | 0      | 1           | 2 − 5                         |
| Totaal                | 8               | 3                 | 2      | 3           | 11 − 11                       |

DPR Korean Football Association · A-internationals · Selecties · Bondscoaches · Noord-Koreaans vrouwenelftal · Noord-Korea U21 · Noord-Korea U20 · Noord-Korea U19 · Noord-Korea U18 · Noord-Korea U17
1959 – 1969 · 
1970 – 1979 · 
1980 – 1989 · 
1990 – 1999 · 
2000 – 2009 · 
2010 – 2019
AC 1980 ·
AC 1992 ·
AC 2011 ·
AC 2015
WK 1966 ·
WK 2010
OS 1964 ·
OS 1976
1959 ·
1960 ·
1961–1964 · 
1965 ·
1966 ·
1967–1972 · 
1973 ·
1974 ·
1975 ·
1976 ·
1977 · 
1978 ·
1979 ·
1980 ·
1981 ·
1982 ·
1983–1984 · 
1985 ·
1986 ·
1987 · 
1988 ·
1989 ·
1990 ·
1991 ·
1992 ·
1993 ·
1994–1997 · 
1998 ·
1999 ·
2000 ·
2001 ·
2002 ·
2003 ·
2004 ·
2005 ·
2006 · 
2007 ·
2008 ·
2009 ·
2010 ·
2011 ·
2012 ·
2013 ·
2014 ·
2015 ·
2016 ·
2017
Afghanistan ·
Australië · 
Bahrein · 
Bangladesh · 
Bolivia · 
Brazilië · 
Bulgarije ·
Burkina Faso ·
Cambodja · 
Canada · 
Chili · 
China · 
Congo-Brazzaville · 
Egypte · 
Filipijnen · 
Finland · 
Griekenland · 
Guam · 
Guinee ·
Hongkong · 
India · 
Indonesië · 
Irak · 
Iran · 
Italië · 
Ivoorkust · 
Japan · 
Jemen · 
Jordanië · 
Kazachstan · 
Kirgizië · 
Koeweit · 
Letland · 
Libanon · 
Macau · 
Maleisië · 
Mali · 
Mexico · 
Mongolië · 
Myanmar · 
Nepal · 
Nigeria · 
Noorwegen · 
Oezbekistan · 
Oman · 
Pakistan ·
Palestina · 
Paraguay ·
Polen · 
Portugal · 
Qatar · 
Saoedi-Arabië · 
Singapore · 
Sovjet-Unie · 
Sri Lanka · 
Syrië · 
Tadzjikistan · 
Taiwan · 
Thailand · 
Turkmenistan · 
Venezuela · 
Verenigde Arabische Emiraten · 
Verenigde Staten · 
Vietnam · 
Zambia · 
Zuid-Afrika · 
Zuid-Korea · 
Zweden
Ivoorkust (2010) ·
SFA · A-internationals · Syrisch vrouwenelftal
1940 - 1949 · 
1950 - 1959 · 
1960 - 1969 · 
1970 - 1979 · 
1980 - 1989 · 
1990 - 1999 · 
2000 – 2009 · 
2010 – 2019 ·
2020 − 2029
Afghanistan ·
Algerije ·
Australië ·
Bahrein ·
Bangladesh ·
Cambodja ·
China ·
Cyprus ·
Egypte ·
Filipijnen ·
Griekenland ·
Guam ·
Haïti ·
Hongkong ·
India ·
Indonesië ·
Irak ·
Iran ·
Japan ·
Jemen ·
Jordanië ·
Kazachstan ·
Kirgizië ·
Koeweit ·
Laos ·
Libanon ·
Libië ·
Malediven ·
Maleisië ·
Marokko ·
Mauritanië ·
Mauritius ·
Myanmar ·
Nepal ·
Noord-Korea ·
Oezbekistan ·
Oman ·
Pakistan ·
Palestina ·
Qatar ·
Rusland ·
San Marino ·
Saoedi-Arabië ·
Singapore ·
Soedan ·
Sovjet-Unie ·
Sri Lanka ·
Tadzjikistan ·
Taiwan ·
Thailand ·
Tunesië ·
Turkije ·
Turkmenistan ·
Venezuela ·
Verenigde Arabische Emiraten ·
Vietnam ·
Wit-Rusland ·
Zuid-Jemen ·
Zuid-Korea ·
Zweden